# Associated British Foods
Associated British Foods plc (anche abbreviato con l'acronimo ABF) è una multinazionale britannica specializzata nella trasformazione agroalimentare e vendita di prodotti con sede a Londra. La divisione ingredienti della ABF è la seconda produttrice al mondo di zucchero e lievito di birra ed è un importante produttore di emulsionanti, enzimi, lattosio e altri ingredienti. La sua divisione alimentare è uno dei principali produttori di articoli di marca e e comprende i marchi Mazola, Ovomaltina, Ryvita, Jordans e Twinings. La sua divisione retail Primark conta circa 345 negozi con oltre 1.290.000 di metri quadrati di spazi di vendita in Austria, Belgio, Francia, Germania, Italia, Irlanda, Paesi Bassi, Portogallo, Spagna, Regno Unito e Stati Uniti.
Associated British Foods è quotata alla Borsa di Londra ed è un componente dell'indice azionario FTSE 100.

## Storia
La compagnia venne fondata dal canadese W. Garfield Weston nel 1935. Il suo nome originario Food Investments Limited cambiò in Allied Bakeries Limited soltanto un mese dopo la nascita dell'attività.
Tra il 1953 e il 1956 la Allied acquisì dieci compagnie nazionali e regionali di prodotti da forno, tra cui la Barrett and Pomeroy e la London and Provincial Bakeries. La più grande acquisizione in questo momento avvenne nel 1955 quando la Allied acquistò le operazioni britanniche della Aerated Bread Company, fondata nel 1862. Questa acquisizione comprendeva sia l'attività di panificazione che la nota catena di caffetterie di A.B.C. Tearooms, ottenuta per 8,1 milioni di sterline. A quel tempo, la Allied disponeva di una larga fetta del mercato britannico di prodotti da forno. La quota di mercato della Allied prima dell'acquisizione di A.B.C. era pari al 10% di tutta la produzione di pane nel Regno Unito e vendeva 20 milioni di biscotti al giorno. Nel 1954, le vendite della Allied erano di 154 milioni di sterline con un utile di $ 12,6 milioni in dollari correnti. Con l'acquisizione della A.B.C., la Allied raddoppiò la propria quota del mercato del pane nel Regno Unito entro la fine del decennio.
Adottando il nuovo nome Allied Associated British Foods partire dagli anni sessanta, la compagnia continuò a gestire la A.B.C. come un marchio separato dopo la sua acquisizione, mantenendo un importante panetteria A.B.C. a Camden Town, Londra. Quest'ultima compagnia cesserà la sua attività nel 1982.
Nel 1963, la Associated British Foods acquistò la Fine Fare una delle principali catene di supermercati britannici. In seguito alla morte del fondatore nel 1978, il controllo della compagnia passò a suo figlio Garry, mentre le operazioni nel Nord America vennero affidate al fratello di quest'ultimo Galen.
La società vendette la Fine Fare nel 1986 mentre nel 1991 acquisì la British Sugar.
Nel 1997, Associated British Foods cedette le sue attività di vendita al dettaglio in Irlanda e Irlanda del Nord (Quinnsworth, Crazy Prices e Stewarts Supermarket Limited) a Tesco. Questa vendita comprendeva anche la catena off-licence di Stewarts Winebarrel, Lifestyle Sports & Leisure Ltd (un'attività commerciale e di sport al dettaglio), Kingsway Fresh Foods (un impianto per la lavorazione della carne) e Daily Wrap Produce (un impianto di confezionamento di frutta e verdura).
Nel maggio del 1994, la Greggs acquistò la catena Bakers Oven dalla società.
Nel 2000, la società vendette i suoi interessi alla Burton's Biscuits. Nel 2002, acquisì l'olio di mais della Mazola, l'amido di mais della Argo & Kingsfords, gli sciroppi della Karo e Golden Griddle e i marchi di abbigliamento di Henri, insieme a diversi marchi canadesi, da Unilever; nello stesso anno acquisì inoltre la Wander AG dalla Novartis; nel 2004 acquisì il business delle spezie della Tone e il commercio di lievito di Fleischman da Burns Philp; e nel 2007 acquistò l'industria alimentare indiana Patak's.

## Controversie
Il 26 marzo 2011, la Associated British Foods e la sua società madre Wittington Investments furono prese di mira durante la marcia anti-tagli dal movimento UK Uncut, che accusò le due aziende di evasione fiscale. Il sistema di elusione fiscale avrebbe comportato lo spostamento del capitale tra ABF/Primark e l'entità affiliata lussemburghese ABF European Holdings & Co SNC mediante prestiti senza interessi, evitando imposte di circa 9,7 milioni di sterline all'anno. La protesta ha assunto la forma di un sit-in di massa a Fortnum & Mason.
Nel febbraio 2013, la ABF fu costretta a negare l'evasione fiscale illegale e immorale dopo essere stata accusata da un'organizzazione benefica internazionale di trasferire i suoi profitti fuori dallo Zambia per ridurre le sue tasse. ActionAid dichiarò che Zambia Sugar, una divisione della AB Foods, avrebbe guadagnato profitti pari a 123 milioni di dollari dal 2007, ma ha non avrebbe pagato praticamente nessuna tassa aziendale in Zambia.
Nell'ottobre 2013, la società negò di essere coinvolta in usi spregiudicati dei suoi terreni, in un articolo contenente segnalazioni di sfratti forzati da parte di altre società.

## Marchi associati
- Allinson
- Argo
- Aladino Peanut Butter
- Burgen
- Capullo
- Dorset Cereals
- Dromedary
- Fleischmann's Yeast
- High5
- Jordans
- Karo
- Kingsmill bread
- Mazola corn oil
- Ovomaltina
- Patak's
- Ryvita
- Silver Spoon
- Sunblest
- Tone's Spices
- Twinings

## Sussidiarie
- AB Sugar
- AB Agri Ltd
- AB Enzymes
- AB Mauri
- Abitec Corporation
- Abitec Ltd
- ACH Food Companies
- ACH Food México
- Allied Mills
- British Sugar
- Frontier
- George Weston Foods
- G Costa
- Illovo Sugar
- Primark
- Westmill Foods
- PGP International
- SPI Pharma